# Značení československého těžkého opevnění
Objekty těžkého opevnění budovaného v druhé polovině třicátých let dvacátého století v rámci výstavby československého opevnění mají propracovaný systém označení, umožňující jednoduchou identifikaci jednotlivých objektů. Značení objektů kombinuje kódové označení vycházející z jednotlivých úseků a krycí název představující slovní označení objektu.

## Součásti značení
Označení objektů má následující součásti:
- Písmenné označení úseku přidělené jednotlivým Ženijním skupinovým velitelstvím. Jednalo se o zkratku vzniklou z názvu sídelního města příslušného ŽSV (např. K), blízkého významného města (MO) nebo celé oblasti (MJ). Ve zvláštních případech má několik objektů odlišné označení než zbytek úseku, dané lokalitou (KrK, MD).
- Někdy druhé písmenné označení umístěné za pomlčkou, které bylo přidělováno objektům dělostřeleckých tvrzí a objektům, které byly součástí samostatného uzávěru. V případě tvrzí se jednalo o zkratku vzniklou z názvu tvrze (např. B, St), v případě uzávěru buď o zkratku vzniklou z blízkého geograficky významného místa (KrK-L) nebo pořadové dle abecedy (Li-A a dále).
- Písmeno S vyjadřujícím slovo srub
- Pořadové číslo objektu v rámci úseku nebo samostatného uzávěru. Zpravidla se používala arabská čísla, výjimečně i římská (např. objekty v Krkonoších, několik objektů u Bratislavy). Číslování objektů probíhá v rámci jednotlivých úseků zpravidla na severní hranici od východu na západ (s výjimkou ŽSV I Staré Město pod Sněžníkem a postavení Liběchov-Jitrava, číslovaných v opačném směru) a na jižní hranici od západu na východ. Zvláštností je číslování ŽSV X Rokytnice v Orlických horách, které nezačíná od 1, ale navazuje na sousední ŽSV III Králíky (jehož součástí původně tento úsek byl).
- Někdy rozlišovací malé písmeno přidělované v abecedním pořadí pro rozlišení objektů, kterým bylo nutné přidělit číslo shodné s jiným objektem. Používalo se buď tehdy, kdy byl původně plánovaný oboustranný pěchotní srub rozdělen na dva jednostranné (např. T-S 81a a T-S 81b) nebo pro označení nebojových objektů tvrzí (vchodové objekty, dělostřelecké pozorovatelny), kdy nebojový objekt dostal stejné číslo jako jeden z bojových objektů, doplněné rozlišovacím písmenem (např. vchodový objekt K-Bg-S 12a a pozorovatelna K-Bg-S 12b podle dělostřelecké věže K-Bg-S 12). Rozlišovací písmeno bylo také přiděleno objektům, které měly být dodatečně vloženy do obranné linie (zejména izolované dělostřelecké sruby a minometné sruby). Speciálním případem je dělostřelecká tvrz Orel, z níž byl postaven jen jeden pěchotní srub, MO-Or-S 20, zbytek tvrze byl odložen a plánované objekty dostaly označení odlišené jen rozlišovacími písmeny od MO-Or-S 20a po MO-Or-S 20e. Výjimečně stejnou roli plní římské číslo za lomítkem (např. R-S 90/II)
- Krycí název obvykle reflektující nějaký výrazný objekt či krajinný prvek v okolí nebo přidělované podle jiného klíče (např. Polom, Březinka, Pravý, U silnice, Libuše, Horní dvoják, Bártovo pole).

Zvláštním případem jsou cvičné objekty, které byly značeny zcela mimo tento systém, např. pěchotní srub CE. 

## Příklady značení objektů
| Označení                 | Význam |
| N-S 82 Březinka          | N = úsek Náchod, S = srub, 82 = číslo objektu, Březinka = krycí název                                               |
| R-H-S 77 U pozorovatelny | R = úsek Rokytnice, H = tvrz Hanička, S = srub, 77 = číslo objektu, U pozorovatelny = krycí název                   |
| KrK-L-S I                | KrK = úsek Krkonoše, L = Luční hora, S = srub, I = číslo objektu                                                    |
| T-S 1a Kóta A            | T = úsek Trutnov, S = srub, 1 = číslo objektu, a = rozlišovací písmeno, Kóta A = krycí název                        |
| R-S 90/II Levý           | R = úsek Rokytnice, S = srub, 90 = číslo objektu, II = rozlišovací římské číslo. Levý = krycí název                 |
| Li-C-S 3 U hájovny       | Li = úsek Liberec, C = pořadové písmeno uzávěru Horní Polubný, S = srub, 3 = číslo objektu, U hájovny = krycí název |

## Úseky opevnění
| Zkratka  | Význam                       | Úsek                               | poznámka                                      |
| -------- | ---------------------------- | ---------------------------------- | --------------------------------------------- |
| MO       | Moravská Ostrava             | ŽSV II Hlučín                      |                                               |
| O / OP   | Opava                        | ŽSV IV Opava                       |                                               |
| Do       | Domašov                      | ŽSV I Staré Město pod Sněžníkem    |                                               |
| SM / StM | Staré Město pod Sněžníkem    | ŽSV I Staré Město pod Sněžníkem    |                                               |
| K        | Králíky                      | ŽSV III Králíky                    | objekt K-S 1 přičleněn pod ŽSV I              |
| R        | Rokytnice v Orlických horách | ŽSV X Rokytnice v Orlických horách |                                               |
| N        | Náchod                       | ŽSV V Náchod                       |                                               |
| MD       | Malá Deštná                  | ŽSV V Náchod                       |                                               |
| T        | Trutnov                      | ŽSV VI Trutnov                     | objekty T-S 1a až T-S 20 přičleněny pod ŽSV V |
| KrK-L    | Luční hora v Krkonoších      | ŽSV VI Trutnov                     |                                               |
| KrK-K    | Kotel v Krkonoších           | ŽSV VII Liberec                    |                                               |
| Li-A     | Liberec - Harrachov          | ŽSV VII Liberec                    |                                               |
| Li-B     | Liberec - Kořenov            | ŽSV VII Liberec                    |                                               |
| Li-C     | Liberec - Polubný            | ŽSV VII Liberec                    |                                               |
| Li-G     | Liberec - Mníšek             | ŽSV VII Liberec                    |                                               |
| Li-H     | Liberec - Chrastava          | ŽSV VII Liberec                    |                                               |
| LJ       | Liběchov - Jitrava           | postavení Liběchov-Jitrava         |                                               |
| KH       | Krušné hory                  | ŽSV VIII Most                      |                                               |
| Š        | Šumava                       | ŽSV IX Domažlice                   |                                               |
| HD       | Horní Dyje                   | ŽSV XI Hrušovany nad Jevišovkou    |                                               |
| MJ       | Morava jih                   | ŽSV XI Hrušovany nad Jevišovkou    |                                               |
| DM       | Dolní Morava                 | ŽSV XI Hrušovany nad Jevišovkou    |                                               |
| B        | Bratislava                   | ŽS 21 Bratislava                   |                                               |
| Ko       | Komárno                      | ŽS 21 Bratislava                   |                                               |

## Tvrze
| Zkratka | Tvrz               |
| ------- | ------------------ |
| Sm      | Smolkov            |
| Š       | Šibenice           |
| Bg / Hů | Berghöhe (Hůrka)   |
| Ba      | Bouda              |
| Am      | Adam               |
| H / Ha  | Hanička            |
| Sk      | Skutina            |
| D       | Dobrošov           |
| JH      | Jírová hora        |
| Pa      | Poustka            |
| St      | Stachelberg (Babí) |
| -       | Bartošovice        |
| -       | Gudrich            |
| Kv      | Kronfelzov         |
| MV      | Milotický vrch     |
| Or      | Orel               |
| -       | Orlík              |